# シャーロット教区
シャーロット教区（Charlotte Parish）は、セントビンセント・グレナディーンの行政教区。セントビンセント島の北部から南東部にかけての広範囲を管轄し、面積は149平方キロメートルで国内では最も大きい。人口は3.8万人（2000年推計）。
国勢調査区域は北からサンディ・ベイ、ジョージタウン、コロナリー、ブリッジタウン、メアリクアの5区域が該当し、合計人口は30,974人（2017年推計）である。ただしメアリクア区域はセント・ジョージ教区と一部重複しているため、シャーロット教区の正確な人口値ではない。

## 都市
すべての居住地の一覧。島の北端にあるのはファンシーで、付近のポーター岬は国の最北端地点である。なおファンシー以西（セント・デイヴィッド教区）は未開発地域であり、都市や道路はなく手つかず自然が残っている。そのため、島の北西部を通り抜けることはできない。
- アデルフィ（ドイツ語版） (Adelphi、北緯13度11分37秒 西経061度08分25秒 / 北緯13.19361度 西経61.14028度)[5]
- ビアブー（英語版） (Biabou、北緯13度11分52秒 西経061度08分18秒 / 北緯13.19778度 西経61.13833度)[6]
- バイエラ・ヴィレッジ（英語版） (Byera Village、北緯13度15分24秒 西経061度07分33秒 / 北緯13.25667度 西経61.12583度)
- チャップマンズ（ドイツ語版） (Chapmans、北緯13度17分 西経061度07分 / 北緯13.283度 西経61.117度)
- コロナリー（英語版） (Colonarie、北緯13度14分36秒 西経061度08分09秒 / 北緯13.24333度 西経61.13583度)
- ファンシー（英語版） (Fancy、北緯13度22分 西経061度10分 / 北緯13.367度 西経61.167度)
- フレンドリー（ドイツ語版） (Friendly、北緯13度13分41秒 西経061度07分45秒 / 北緯13.22806度 西経61.12917度)
- ジョージタウン (Georgetown、北緯13度17分14秒 西経061度07分48秒 / 北緯13.28722度 西経61.13000度)
- グレイグス（英語版） (Greiggs、北緯13度12分18秒 西経061度09分33秒 / 北緯13.20500度 西経61.15917度)
- メソポタミア（英語版） (Mesopotamia、北緯13度10分 西経061度10分 / 北緯13.167度 西経61.167度)
- ニューサンディ・ベイ・ヴィレッジ（英語版） (New Sandy Bay Village、北緯13度21分08秒 西経061度07分53秒 / 北緯13.35222度 西経61.13139度)[7]
- ノース・ユニオン（ドイツ語版） (North Union、北緯13度13分04秒 西経061度08分08秒 / 北緯13.21778度 西経61.13556度)
- オレンジ・ヒル（ドイツ語版） (Orange Hill、北緯13度18分50秒 西経061度07分45秒 / 北緯13.31389度 西経61.12917度)
- ペルヴィアン・ヴェイル（英語版） (Peruvian Vale、北緯13度10分37秒 西経061度08分45秒 / 北緯13.17694度 西経61.14583度)[8]
- ラバカ（ドイツ語版） (Rabaka、北緯13度18分 西経061度09分 / 北緯13.300度 西経61.150度)
- リッチランド・パーク（英語版） (Richland Park、北緯13度11分59秒 西経061度10分00秒 / 北緯13.19972度 西経61.16667度)
- サンスーシ（ドイツ語版） (Sans Souci、(北緯13度13分 西経061度07分 / 北緯13.217度 西経61.117度)
- サウス・リバーズ（ドイツ語版） (South Rivers、北緯13度14分 西経061度08分 / 北緯13.233度 西経61.133度)
- トゥレマ（ドイツ語版） (Turema、北緯13度19分15秒 西経061度08分38秒 / 北緯13.32083度 西経61.14389度)
- ウォータールー（ドイツ語版） (Waterloo、北緯13度17分57秒 西経061度08分30秒 / 北緯13.29917度 西経61.14167度)